# Jones, Cape (udde i Antarktis)
Jones, Cape är en udde i Antarktis. Den ligger i Östantarktis. Nya Zeeland gör anspråk på området.
Terrängen inåt land är varierad. Havet är nära Jones, Cape åt sydost. Trakten är obefolkad. Det finns inga samhällen i närheten.